# Kvalspelet till Europamästerskapet i fotboll 2020 (grupp D)
Kvalspelet till Europamästerskapet i fotboll 2020 (grupp D) spelades från den 23 mars till den 18 november 2019, grupp D består av fem nationer, Danmark, Georgien, Gibraltar, Irland och Schweiz.

## Tabell
| Nr | Lag       | S | V | O | F | GM | IM | MS  | P  |
| -- | --------- | - | - | - | - | -- | -- | --- | -- |
| 1  | Schweiz   | 8 | 5 | 2 | 1 | 19 | 6  | +13 | 17 |
| 2  | Danmark   | 8 | 4 | 4 | 0 | 23 | 6  | +17 | 16 |
| 3  | Irland    | 8 | 3 | 4 | 1 | 7  | 5  | +2  | 13 |
| 4  | Georgien  | 8 | 2 | 2 | 4 | 7  | 11 | −4  | 8  |
| 5  | Gibraltar | 8 | 0 | 0 | 8 | 3  | 31 | −28 | 0  |

## Matcher
Alla tider står i lokal tid.
| 1           | 23 mars 2019 | Georgien | 0 – 2           | Schweiz                            | Boris Paitjadze-stadion                               |                                                       |
| 18:00 UTC+4 | 18:00 UTC+4  |          | (0 – 0) Rapport | 57′ Steven Zuber 80′ Denis Zakaria | Tbilisi Publik: 49 207 Domare: Craig Pawson (England) | Tbilisi Publik: 49 207 Domare: Craig Pawson (England) |
| 18:00 UTC+4 | 18:00 UTC+4  |          |                 |                                    | Tbilisi Publik: 49 207 Domare: Craig Pawson (England) | Tbilisi Publik: 49 207 Domare: Craig Pawson (England) |
| 18:00 UTC+4 | 18:00 UTC+4  |          |                 |                                    | Tbilisi Publik: 49 207 Domare: Craig Pawson (England) | Tbilisi Publik: 49 207 Domare: Craig Pawson (England) |

| 2           | 23 mars 2019 | Gibraltar | 0 – 1           | Irland            | Victoria Stadium                                                 |                                                                  |
| 18:00 UTC+1 | 18:00 UTC+1  |           | (0 – 0) Rapport | 49′ Jeff Hendrick | Gibraltar Publik: 2 000 Domare: Anastasios Papapetrou (Grekland) | Gibraltar Publik: 2 000 Domare: Anastasios Papapetrou (Grekland) |
| 18:00 UTC+1 | 18:00 UTC+1  |           |                 |                   | Gibraltar Publik: 2 000 Domare: Anastasios Papapetrou (Grekland) | Gibraltar Publik: 2 000 Domare: Anastasios Papapetrou (Grekland) |
| 18:00 UTC+1 | 18:00 UTC+1  |           |                 |                   | Gibraltar Publik: 2 000 Domare: Anastasios Papapetrou (Grekland) | Gibraltar Publik: 2 000 Domare: Anastasios Papapetrou (Grekland) |

| 3           | 26 mars 2019 | Irland              | 1 – 0           | Georgien | Aviva Stadium                                                  |                                                                |
| 19:45 UTC±0 | 19:45 UTC±0  | Conor Hourihane 36′ | (1 – 0) Rapport |          | Dublin Publik: 40 317 Domare: Serdar Gözübüyük (Nederländerna) | Dublin Publik: 40 317 Domare: Serdar Gözübüyük (Nederländerna) |
| 19:45 UTC±0 | 19:45 UTC±0  |                     |                 |          | Dublin Publik: 40 317 Domare: Serdar Gözübüyük (Nederländerna) | Dublin Publik: 40 317 Domare: Serdar Gözübüyük (Nederländerna) |
| 19:45 UTC±0 | 19:45 UTC±0  |                     |                 |          | Dublin Publik: 40 317 Domare: Serdar Gözübüyük (Nederländerna) | Dublin Publik: 40 317 Domare: Serdar Gözübüyük (Nederländerna) |

| 4           | 26 mars 2019 | Schweiz                                            | 3 – 3           | Danmark                                                            | St. Jakob-Park                                         |                                                        |
| 20:45 UTC+1 | 20:45 UTC+1  | Remo Freuler 19′ Granit Xhaka 66′ Breel Embolo 76′ | (1 – 0) Rapport | 84′ Mathias Jørgensen 88′ Christian Gytkjær 90+3′ Henrik Dalsgaard | Basel Publik: 18 352 Domare: Damir Skomina (Slovenien) | Basel Publik: 18 352 Domare: Damir Skomina (Slovenien) |
| 20:45 UTC+1 | 20:45 UTC+1  |                                                    |                 |                                                                    | Basel Publik: 18 352 Domare: Damir Skomina (Slovenien) | Basel Publik: 18 352 Domare: Damir Skomina (Slovenien) |
| 20:45 UTC+1 | 20:45 UTC+1  |                                                    |                 |                                                                    | Basel Publik: 18 352 Domare: Damir Skomina (Slovenien) | Basel Publik: 18 352 Domare: Damir Skomina (Slovenien) |

| 5           | 7 juni 2019 | Georgien                                                              | 3 – 0           | Gibraltar | Boris Paitjadze                                        |                                                        |
| 20:00 UTC+4 | 20:00 UTC+4 | Valerian Gvilia 30′ Giorgi Papunashvili 59′ Vato Arveladze 76′ (str.) | (1 – 0) Rapport |           | Tbilisi Publik: 18 631 Domare: Antti Munukka (Finland) | Tbilisi Publik: 18 631 Domare: Antti Munukka (Finland) |
| 20:00 UTC+4 | 20:00 UTC+4 |                                                                       |                 |           | Tbilisi Publik: 18 631 Domare: Antti Munukka (Finland) | Tbilisi Publik: 18 631 Domare: Antti Munukka (Finland) |
| 20:00 UTC+4 | 20:00 UTC+4 |                                                                       |                 |           | Tbilisi Publik: 18 631 Domare: Antti Munukka (Finland) | Tbilisi Publik: 18 631 Domare: Antti Munukka (Finland) |

| 6           | 7 juni 2019 | Danmark                   | 1 – 1           | Irland          | Parken                                                  |                                                         |
| 20:45 UTC+2 | 20:45 UTC+2 | Pierre-Emile Højbjerg 76′ | (0 – 0) Rapport | 85′ Shane Duffy | Köpenhamn Publik: 34 610 Domare: Cüneyt Çakır (Turkiet) | Köpenhamn Publik: 34 610 Domare: Cüneyt Çakır (Turkiet) |
| 20:45 UTC+2 | 20:45 UTC+2 |                           |                 |                 | Köpenhamn Publik: 34 610 Domare: Cüneyt Çakır (Turkiet) | Köpenhamn Publik: 34 610 Domare: Cüneyt Çakır (Turkiet) |
| 20:45 UTC+2 | 20:45 UTC+2 |                           |                 |                 | Köpenhamn Publik: 34 610 Domare: Cüneyt Çakır (Turkiet) | Köpenhamn Publik: 34 610 Domare: Cüneyt Çakır (Turkiet) |

| 7           | 10 juni 2019 | Danmark                                                                                          | 5 – 1           | Georgien             | Parken                                                            |                                                                   |
| 20:45 UTC+2 | 20:45 UTC+2  | Kasper Dolberg 13′, 63′ Christian Eriksen 30′ (str.) Yussuf Poulsen 73′ Martin Braithwaite 90+3′ | (2 – 1) Rapport | 25′ Saba Lobzhanidze | Köpenhamn Publik: 15 387 Domare: Robert Schörgenhofer (Österrike) | Köpenhamn Publik: 15 387 Domare: Robert Schörgenhofer (Österrike) |
| 20:45 UTC+2 | 20:45 UTC+2  |                                                                                                  |                 |                      | Köpenhamn Publik: 15 387 Domare: Robert Schörgenhofer (Österrike) | Köpenhamn Publik: 15 387 Domare: Robert Schörgenhofer (Österrike) |
| 20:45 UTC+2 | 20:45 UTC+2  |                                                                                                  |                 |                      | Köpenhamn Publik: 15 387 Domare: Robert Schörgenhofer (Österrike) | Köpenhamn Publik: 15 387 Domare: Robert Schörgenhofer (Österrike) |

| 8           | 10 juni 2019 | Irland                                         | 2 – 0           | Gibraltar | Aviva Stadium                                          |                                                        |
| 19:45 UTC+1 | 19:45 UTC+1  | Joseph Chipolina 29′ (sjm.) Robbie Brady 90+3′ | (1 – 0) Rapport |           | Dublin Publik: 36 281 Domare: Radu Petrescu (Rumänien) | Dublin Publik: 36 281 Domare: Radu Petrescu (Rumänien) |
| 19:45 UTC+1 | 19:45 UTC+1  |                                                |                 |           | Dublin Publik: 36 281 Domare: Radu Petrescu (Rumänien) | Dublin Publik: 36 281 Domare: Radu Petrescu (Rumänien) |
| 19:45 UTC+1 | 19:45 UTC+1  |                                                |                 |           | Dublin Publik: 36 281 Domare: Radu Petrescu (Rumänien) | Dublin Publik: 36 281 Domare: Radu Petrescu (Rumänien) |

| 9           | 5 september 2019 | Gibraltar | 0 – 6           | Danmark                                                                                               | Victoria Stadium                                          |                                                           |
| 20:45 UTC+2 | 20:45 UTC+2      |           | (0 – 2) Rapport | 6′ Robert Skov 34′ (str.), 50′ (str.) Christian Eriksen 69′ Thomas Delaney 73′, 78′ Christian Gytkjær | Gibraltar Publik: 2 076 Domare: Jonathan Lardot (Belgien) | Gibraltar Publik: 2 076 Domare: Jonathan Lardot (Belgien) |
| 20:45 UTC+2 | 20:45 UTC+2      |           |                 | | Gibraltar Publik: 2 076 Domare: Jonathan Lardot (Belgien) | Gibraltar Publik: 2 076 Domare: Jonathan Lardot (Belgien) |
| 20:45 UTC+2 | 20:45 UTC+2      |           |                 | | Gibraltar Publik: 2 076 Domare: Jonathan Lardot (Belgien) | Gibraltar Publik: 2 076 Domare: Jonathan Lardot (Belgien) |

| 10          | 5 september 2019 | Irland               | 1 – 1           | Schweiz          | Aviva Stadium                                                   |                                                                 |
| 19:45 UTC+1 | 19:45 UTC+1      | David McGoldrick 85′ | (0 – 0) Rapport | 74′ Fabian Schär | Dublin Publik: 44 111 Domare: Carlos del Cerro Grande (Spanien) | Dublin Publik: 44 111 Domare: Carlos del Cerro Grande (Spanien) |
| 19:45 UTC+1 | 19:45 UTC+1      |                      |                 |                  | Dublin Publik: 44 111 Domare: Carlos del Cerro Grande (Spanien) | Dublin Publik: 44 111 Domare: Carlos del Cerro Grande (Spanien) |
| 19:45 UTC+1 | 19:45 UTC+1      |                      |                 |                  | Dublin Publik: 44 111 Domare: Carlos del Cerro Grande (Spanien) | Dublin Publik: 44 111 Domare: Carlos del Cerro Grande (Spanien) |

| 11          | 8 september 2019 | Georgien | 0 – 0   | Danmark | Boris Paitjadze-stadion                                      |                                                              |
| 20:00 UTC+4 | 20:00 UTC+4      |          | Rapport |         | Tbilisi Publik: 21 456 Domare: François Letexier (Frankrike) | Tbilisi Publik: 21 456 Domare: François Letexier (Frankrike) |
| 20:00 UTC+4 | 20:00 UTC+4      |          |         |         | Tbilisi Publik: 21 456 Domare: François Letexier (Frankrike) | Tbilisi Publik: 21 456 Domare: François Letexier (Frankrike) |
| 20:00 UTC+4 | 20:00 UTC+4      |          |         |         | Tbilisi Publik: 21 456 Domare: François Letexier (Frankrike) | Tbilisi Publik: 21 456 Domare: François Letexier (Frankrike) |

| 12          | 8 september 2019 | Schweiz                                                                          | 4 – 0           | Gibraltar | Stade Tourbillon                                 |                                                  |
| 18:00 UTC+2 | 18:00 UTC+2      | Denis Zakaria 37′ Admir Mehmedi 43′ Ricardo Rodríguez 45+4′ Mario Gavranović 87′ | (3 – 0) Rapport |           | Sion Publik: 8 318 Domare: Pavel Orel (Tjeckien) | Sion Publik: 8 318 Domare: Pavel Orel (Tjeckien) |
| 18:00 UTC+2 | 18:00 UTC+2      |                                                                                  |                 |           | Sion Publik: 8 318 Domare: Pavel Orel (Tjeckien) | Sion Publik: 8 318 Domare: Pavel Orel (Tjeckien) |
| 18:00 UTC+2 | 18:00 UTC+2      |                                                                                  |                 |           | Sion Publik: 8 318 Domare: Pavel Orel (Tjeckien) | Sion Publik: 8 318 Domare: Pavel Orel (Tjeckien) |

| 13          | 12 oktober 2019 | Georgien | 0 – 0   | Irland | Boris Paitjadze-stadion                              |                                                      |
| 17:00 UTC+4 | 17:00 UTC+4     |          | Rapport |        | Tbilisi Publik: 24 385 Domare: Marco Guida (Italien) | Tbilisi Publik: 24 385 Domare: Marco Guida (Italien) |
| 17:00 UTC+4 | 17:00 UTC+4     |          |         |        | Tbilisi Publik: 24 385 Domare: Marco Guida (Italien) | Tbilisi Publik: 24 385 Domare: Marco Guida (Italien) |
| 17:00 UTC+4 | 17:00 UTC+4     |          |         |        | Tbilisi Publik: 24 385 Domare: Marco Guida (Italien) | Tbilisi Publik: 24 385 Domare: Marco Guida (Italien) |

| 14          | 12 oktober 2019 | Danmark            | 1 – 0           | Schweiz | Parken                                                          |                                                                 |
| 18:00 UTC+2 | 18:00 UTC+2     | Yussuf Poulsen 84′ | (0 – 0) Rapport |         | Köpenhamn Publik: 35 964 Domare: Aleksei Kulbakov (Vitryssland) | Köpenhamn Publik: 35 964 Domare: Aleksei Kulbakov (Vitryssland) |
| 18:00 UTC+2 | 18:00 UTC+2     |                    |                 |         | Köpenhamn Publik: 35 964 Domare: Aleksei Kulbakov (Vitryssland) | Köpenhamn Publik: 35 964 Domare: Aleksei Kulbakov (Vitryssland) |
| 18:00 UTC+2 | 18:00 UTC+2     |                    |                 |         | Köpenhamn Publik: 35 964 Domare: Aleksei Kulbakov (Vitryssland) | Köpenhamn Publik: 35 964 Domare: Aleksei Kulbakov (Vitryssland) |

| 15          | 15 oktober 2019 | Gibraltar                          | 2 – 3           | Georgien                                                        | Victoria Stadium                                       |                                                        |
| 20:45 UTC+2 | 20:45 UTC+2     | Lee Casciaro 66′ Roy Chipolina 74′ | (0 – 2) Rapport | 10′ Giorgi Kharaishvili 21′ Dzjaba Kankava 84′ Giorgi Kvilitaia | Gibraltar Publik: 1 455 Domare: Paolo Valeri (Italien) | Gibraltar Publik: 1 455 Domare: Paolo Valeri (Italien) |
| 20:45 UTC+2 | 20:45 UTC+2     |                                    |                 |                                                                 | Gibraltar Publik: 1 455 Domare: Paolo Valeri (Italien) | Gibraltar Publik: 1 455 Domare: Paolo Valeri (Italien) |
| 20:45 UTC+2 | 20:45 UTC+2     |                                    |                 |                                                                 | Gibraltar Publik: 1 455 Domare: Paolo Valeri (Italien) | Gibraltar Publik: 1 455 Domare: Paolo Valeri (Italien) |

| 16          | 15 oktober 2019 | Schweiz                                      | 2 – 0           | Irland | Stade de Genève                                        |                                                        |
| 20:45 UTC+2 | 20:45 UTC+2     | Haris Seferović 16′ Shane Duffy 90+3′ (sjm.) | (1 – 0) Rapport |        | Genève Publik: 24 766 Domare: Szymon Marciniak (Polen) | Genève Publik: 24 766 Domare: Szymon Marciniak (Polen) |
| 20:45 UTC+2 | 20:45 UTC+2     |                                              |                 |        | Genève Publik: 24 766 Domare: Szymon Marciniak (Polen) | Genève Publik: 24 766 Domare: Szymon Marciniak (Polen) |
| 20:45 UTC+2 | 20:45 UTC+2     |                                              |                 |        | Genève Publik: 24 766 Domare: Szymon Marciniak (Polen) | Genève Publik: 24 766 Domare: Szymon Marciniak (Polen) |

| 17          | 15 november 2019 | Danmark                                                                                        | 6 – 0           | Gibraltar | Parken                                               |                                                      |
| 20:45 UTC+1 | 20:45 UTC+1      | Robert Skov 12′, 64′ Christian Gytkjær 47′ Martin Braithwaite 51′ Christian Eriksen 85′, 90+4′ | (1 – 0) Rapport |           | Köpenhamn Publik: 24 033 Domare: István Vad (Ungern) | Köpenhamn Publik: 24 033 Domare: István Vad (Ungern) |
| 20:45 UTC+1 | 20:45 UTC+1      |                                                                                                |                 |           | Köpenhamn Publik: 24 033 Domare: István Vad (Ungern) | Köpenhamn Publik: 24 033 Domare: István Vad (Ungern) |
| 20:45 UTC+1 | 20:45 UTC+1      |                                                                                                |                 |           | Köpenhamn Publik: 24 033 Domare: István Vad (Ungern) | Köpenhamn Publik: 24 033 Domare: István Vad (Ungern) |

| 18          | 15 november 2019 | Schweiz          | 1 – 0           | Georgien | Kybunpark                                                          |                                                                    |
| 20:45 UTC+1 | 20:45 UTC+1      | Cedric Itten 77′ | (0 – 0) Rapport |          | Sankt Gallen Publik: 16 400 Domare: Danny Makkelie (Nederländerna) | Sankt Gallen Publik: 16 400 Domare: Danny Makkelie (Nederländerna) |
| 20:45 UTC+1 | 20:45 UTC+1      |                  |                 |          | Sankt Gallen Publik: 16 400 Domare: Danny Makkelie (Nederländerna) | Sankt Gallen Publik: 16 400 Domare: Danny Makkelie (Nederländerna) |
| 20:45 UTC+1 | 20:45 UTC+1      |                  |                 |          | Sankt Gallen Publik: 16 400 Domare: Danny Makkelie (Nederländerna) | Sankt Gallen Publik: 16 400 Domare: Danny Makkelie (Nederländerna) |

| 19          | 18 november 2019 | Gibraltar        | 1 – 6           | Schweiz                                                                                          | Victoria Stadium                                          |                                                           |
| 20:45 UTC+1 | 20:45 UTC+1      | Reece Styche 74′ | (0 – 1) Rapport | 10′, 84′ Cedric Itten 50′ Ruben Vargas 57′ Christian Fassnacht 75′ Loris Benito 86′ Granit Xhaka | Gibraltar Publik: 2 079 Domare: Benoît Millot (Frankrike) | Gibraltar Publik: 2 079 Domare: Benoît Millot (Frankrike) |
| 20:45 UTC+1 | 20:45 UTC+1      |                  |                 |                                                                                                  | Gibraltar Publik: 2 079 Domare: Benoît Millot (Frankrike) | Gibraltar Publik: 2 079 Domare: Benoît Millot (Frankrike) |
| 20:45 UTC+1 | 20:45 UTC+1      |                  |                 |                                                                                                  | Gibraltar Publik: 2 079 Domare: Benoît Millot (Frankrike) | Gibraltar Publik: 2 079 Domare: Benoît Millot (Frankrike) |

| 20          | 18 november 2019 | Irland           | 1 – 1           | Danmark                | Aviva Stadium                                        |                                                      |
| 19:45 UTC±0 | 19:45 UTC±0      | Matt Doherty 85′ | (0 – 0) Rapport | 73′ Martin Braithwaite | Dublin Publik: 50 000 Domare: Felix Brych (Tyskland) | Dublin Publik: 50 000 Domare: Felix Brych (Tyskland) |
| 19:45 UTC±0 | 19:45 UTC±0      |                  |                 |                        | Dublin Publik: 50 000 Domare: Felix Brych (Tyskland) | Dublin Publik: 50 000 Domare: Felix Brych (Tyskland) |
| 19:45 UTC±0 | 19:45 UTC±0      |                  |                 |                        | Dublin Publik: 50 000 Domare: Felix Brych (Tyskland) | Dublin Publik: 50 000 Domare: Felix Brych (Tyskland) |